# Andrzej Kostarczyk
Andrzej Kostarczyk (ur. 22 września 1946 w Myszkowie) – polski polityk, prawnik, publicysta, poseł na Sejm I kadencji, w latach 1991–1992 wiceminister spraw zagranicznych.

## Życiorys
Ukończył w 1970 studia na Wydziale Prawa Uniwersytetu Warszawskiego.
W rządach Jana Krzysztofa Bieleckiego i Jana Olszewskiego zajmował stanowisko podsekretarza stanu w Ministerstwie Spraw Zagranicznych (1991–1992).
W wyborach parlamentarnych w 1991 uzyskał mandat posła na Sejm I kadencji z listy Porozumienia Obywatelskiego Centrum w okręgu częstochowskim. Zasiadał w Komisji Spraw Zagranicznych i Komisji Stosunków Gospodarczych z Zagranicą i Gospodarki Morskiej. W 1992 odszedł z Porozumienia Centrum, przechodząc do Ruchu dla Rzeczypospolitej. W 1993 nie ubiegał się o reelekcję.
Zajął się działalnością publicystyczną i wydawniczą. Jest redaktorem książki III Rzeczpospolita w trzydziestu odsłonach: nadzieje i rozczarowania po 1989 roku (2004) i tłumaczem książki Jeremy’ego Rifkina Europejskie marzenie (2005).